# Ekby kyrka
Ekby kyrka är en kyrkobyggnad som sedan 2009 tillhör Ullervads församling (tidigare Ekby församling) i Skara stift. Den ligger i kyrkbyn Ekby  i Mariestads kommun.

## Kyrkobyggnaden
En kyrka på platsen uppfördes på medeltiden. 1804 utökades kyrkan och nuvarande kyrktorn uppfördes. 1873 byggdes tornet på och försågs med spira. Vid en renovering omkring år 1900 rasade kyrkan. Istället för att reparera kyrkan byggde man en ny på samma ställe enligt ritningar av Axel Wetterberg och Karl Hultkrantz . Kyrktornet bevarades. I sin nuvarande form består kyrkan av ett långhus med smalare femsidigt kor i öster och torn i väster.

## Inventarier
- Dopfunten är från omkring år 1200.

### Klockor
Av kyrkans klockor är lillklockan sannolikt från 1300-talet. Den har ett brett skriftband med inskriften: HELP : MARIA : GVDZ : MODIR : ALOM : VESTGØTOM : 

## Orgel
Orgeln är byggd 1886 av Johan Anders Johansson i Mösseberg och den renoverades och omdisponerades 1978 av Smedmans Orgelbyggeri. Instrumentet har sex stämmor fördelade på manual och pedal.
| Manual (C-f3)       | Pedal (C-f0) | Koppel     |
| ------------------- | ------------ | ---------- |
| Borduna 16' B/D     | Bihängd      | Man 4'/Man |
| Principal 8'        |              |            |
| Rörflöjt 8'         |              |            |
| Salcional 8'        |              |            |
| Flûte Octaviante 4' |              |            |
| Octava 4'           |              |            |
| Calcant             |              |            |
| Crescendosvällare   |              |            |